# Каталин Карико
Каталин Карико (мађ. Karikó Katalin; Солнок, 17. јануар 1955) мађарска је биохемичарка, специјалиста за механизме посредоване РНК. Истраживала је примену in vitro транскрибоване иРНК у терапији и имунологији. Од 2013. налази се на позицији више потпредседнице компаније BioNTech RNA Pharmaceuticals. Њен научни рад допринео је развоју вакцине против ковида 19. Као резултат свог пионирског рада, добила је Нобелову награду за медицину 2023. године, заједно са америчким имунологом Друом Вајсманом.

## Биографија
Карико је одрасла у Кишујсалашу, у Мађарској, где је завршила гимназију. Након што је докторирала на Универзитету у Сегедину, наставила је истраживање на Институту за биохемију Центра за биолошка истраживања, Одсеку за биохемију Универзитета Темпл и Универзитету здравствених наука. Као постдокторанд Универзитета Темпл у Филаделфији, учествовала је у клиничким испитивањима у којима је на пацијентима са сидом и хематолошким болестима примењивана терапија на бази дволанчане РНК. Тада се ово сматрало револуционарним истраживањем јер молекуларни механизам индукције интерферона дсРНК није био познат, али су антинеопластични ефекти интерферона били примећени.

## Научна каријера
Године 1990, док је радила на Универзитету у Пенсилванији, Карико је поднела своју прву пријаву за грант за истраживање генске терапије засноване на иРНК. Од тада је терапија заснована на иРНК  постала главна област њених истраживања. Била је на путу да постане редовни професор, али због одбијања грантова није унапређена. Године 1997. упознала је Дру Вајсмана, професора имунологије на Универзитету у Пенсилванији, који ће јој дати подршку и с њом наставити истраживања.
Након бројних покушаја, заједно су 2005. објавили студију која је описала механизам како се иРНК може безбедно употребити да изазове имуни одговор. Вајсман и Карико су патентирали ово откриће, али оно није заинтересовало научну заједницу. Посдокторанд са Универзитета Стенфорд Дерек Роси, истраживач у области матичних ћелија, прочитао је њихов рад тек пет година касније и схватио његов потенцијал. С групом професора с Харварда и Масачусетског института за технологију, Роси је основао компанију Модерна и од Универзитета у Пенсилванији откупио је права да употреби решење до којег су дошли Вајсман и Карико. Њихова идеја да овако развијају вакцине омогућила им је да с појавом пандемије зараде знатне своте новца.
Карико се није обогатила у сложеним патентским поступцима, већ је прихватила позив компаније BioNTech из Немачке, коју је основао предузетник Угур Сахин. Њихово мало предузеће је, сарађујући с Фајзером, 2020. развило прву вакцину против ковида 19, која је регистрована у Европи и Америци.

## Научни доприноси
Рад и истраживање Каталин Карико допринели су напорима компаније BioNTech да створи имуне ћелије које производе антигене за вакцине; њено истраживање је открило да је антивирусни одговор иРНК дао њиховим вакцинама против рака додатни подстицај у одбрани од тумора. Године 2020. Карикова и Вајсманова технологија употребљене су у вакцини против ковида 19, коју су заједнички произвели Фајзер и BioNTech. Британски етолог Ричард Докинс и канадски биолог Дерик Роси, који је помогао у оснивању Модерне, предложили су их за Нобелову награду.

## Публикације
- Anderson BR, Muramatsu H, Nallagatla SR, Bevilacqua PC, Sansing LH, Weissman D, Karikó K (септембар 2010). „Incorporation of pseudouridine into mRNA enhances translation by diminishing PKR activation”. Nucleic Acids Research. 38 (17): 5884—92. PMC 2943593 . PMID 20457754. doi:10.1093/nar/gkq347.
- Karikó K, Muramatsu H, Welsh FA, Ludwig J, Kato H, Akira S, Weissman D (новембар 2008). „Incorporation of pseudouridine into mRNA yields superior nonimmunogenic vector with increased translational capacity and biological stability”. Molecular Therapy : The Journal of the American Society of Gene Therapy. 16 (11): 1833—40. PMC 2775451 . PMID 18797453. doi:10.1038/mt.2008.200.
- Karikó K, Buckstein M, Ni H, Weissman D (август 2005). „Suppression of RNA recognition by Toll-like receptors: the impact of nucleoside modification and the evolutionary origin of RNA”. Immunity. 23 (2): 165—75. PMID 16111635. doi:10.1016/j.immuni.2005.06.008.
- Karikó K, Weissman D, Welsh FA (новембар 2004). „Inhibition of toll-like receptor and cytokine signaling--a unifying theme in ischemic tolerance”. Journal of Cerebral Blood Flow and Metabolism. 24 (11): 1288—304. PMID 15545925. doi:10.1097/01.WCB.0000145666.68576.71 .
- Karikó K, Ni H, Capodici J, Lamphier M, Weissman D (март 2004). „mRNA is an endogenous ligand for Toll-like receptor 3”. The Journal of Biological Chemistry. 279 (13): 12542—50. PMID 14729660. S2CID 27215118. doi:10.1074/jbc.M310175200 .